# Cosmic Girl
 (décembre 2016).
Si vous disposez d'ouvrages ou d'articles de référence ou si vous connaissez des sites web de qualité traitant du thème abordé ici, merci de compléter l'article en donnant les références utiles à sa vérifiabilité et en les liant à la section « Notes et références ».
Cosmic Girl est une chanson du groupe de musique britannique Jamiroquai. Sorti le 28 août 1996 sur l'album Travelling Without Moving dont il est la deuxième piste, le titre a ensuite été édité en single, au Royaume-Uni le 25 novembre 1996 puis aux États-Unis en 1997.

## Historique
Il est à noter que la chanson est très inspirée d'un passage de la chanson de Quincy Jones Stuff Like That (à 1:35) [réf. nécessaire].

## Clip
Le clip présente trois voitures de sport parcourant une route désertique et montagneuse. Il y a une Ferrari F355 noire, une Ferrari F40 et une Lamborghini Diablo SE30 violette. Si on distingue Jason Kay au volant de la Lamborghini avec Stuart Zender comme copilote, les deux autres conducteurs ne sont pas visibles.
Le chanteur Jay Kay s'est fait retirer son permis de conduire pour excès de vitesse après le tournage [réf. nécessaire].